# 镇罗堡站
镇罗堡站是位于宁夏回族自治区中卫市沙坡头区镇罗镇的一个铁路车站，邮政编码751701。车站建于1958年，有包兰铁路经过该站，现仅办理货运，不办理客运业务，车站及其上下行区间均为电气化区段。车站距离包头站659公里，隶属兰州铁路局，2011年撤销。。